# Coche automotor

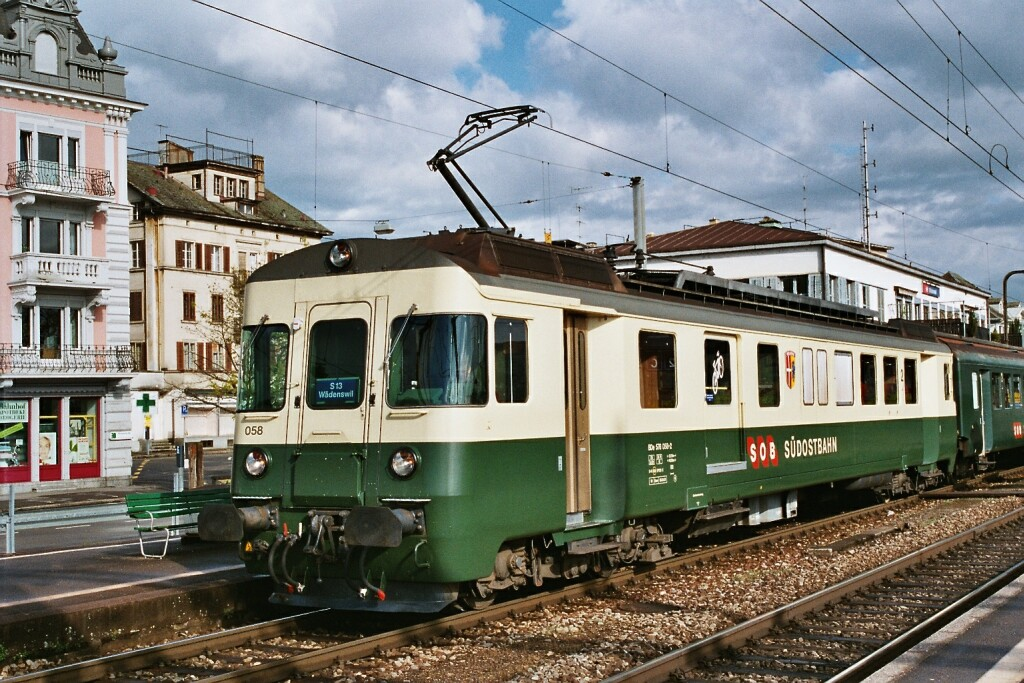
Un coche automotor de 2100 kW del SOB al frente de un tren en Wädenswil 2003

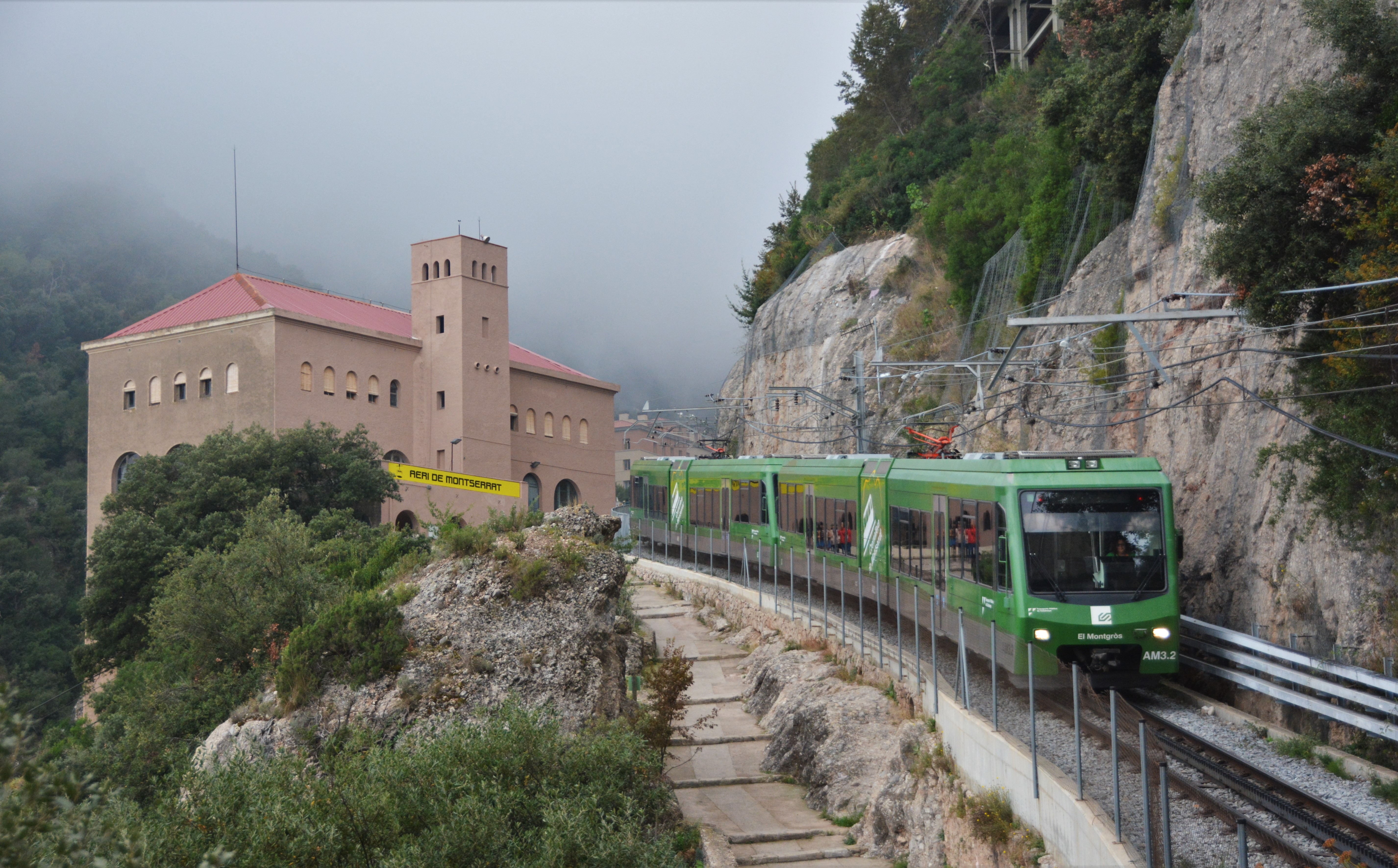
Dos unidades del tren cremallera de Montserrat (FGC)

Un coche automotor es un vehículo ferroviario de pasajeros autopropulsado que también puede remolcar un tren. Mediante la utilización de unidades múltiples, un único maquinista puede controlar simultáneamente varios coches automotores (e incluso combinarlos con una locomotora), haciendo posibles trenes más largos de manera eficiente.

Los coches automotores pueden reemplazar a las locomotoras al frente de los trenes locales de pasajeros o de carga. Las líneas de vía estrecha  en el continente europeo (especialmente las electrificadas) a menudo emplearon esta forma de operación. A pesar del uso generalizado de unidades eléctricas múltiples, algunas líneas en Suiza, Italia y Austria todavía funcionan con trenes remolcados por coches automotores, como la línea de Bernina del Ferrocarril Rético.

## Ejemplos de coches automotores

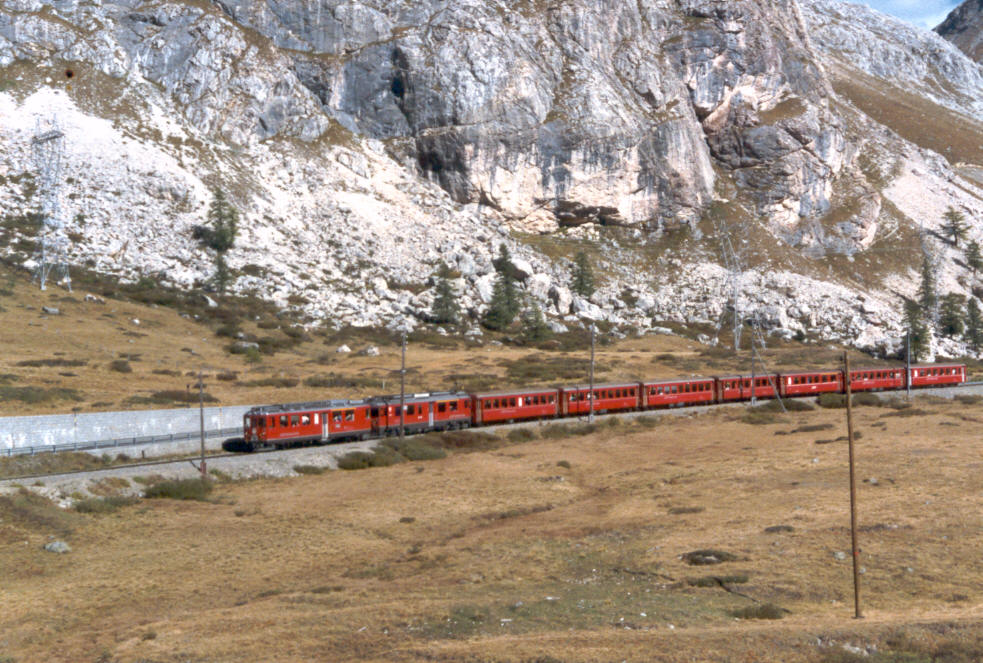
Dos coches automotores del RhB remolcando la carga máxima permitida de 140 t en la línea de Bernina
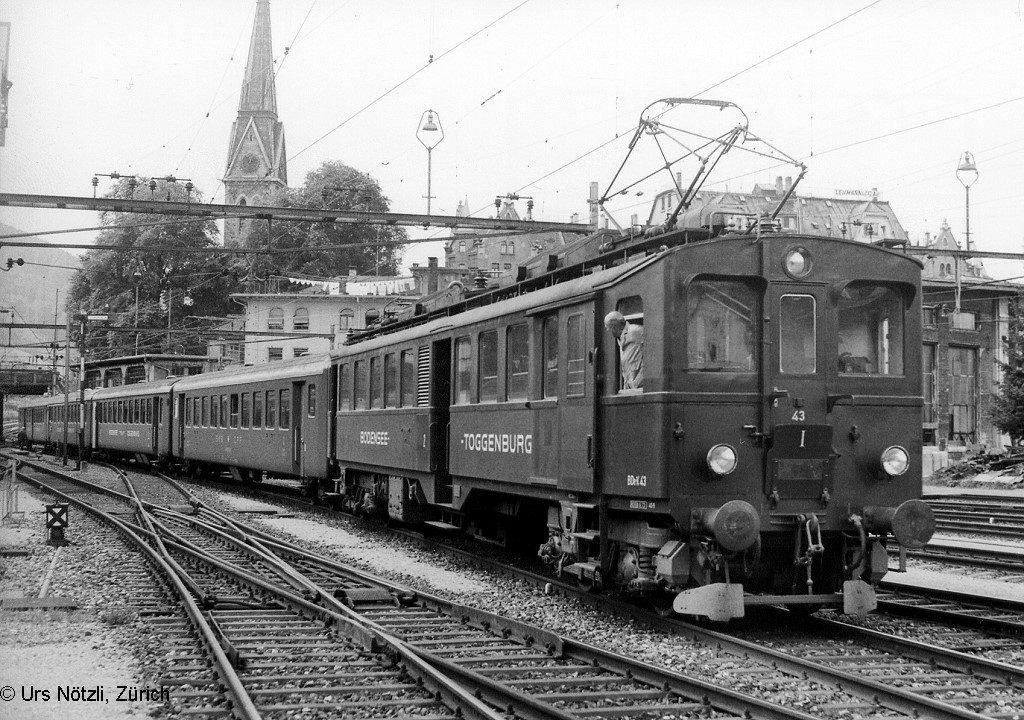
Un antiguo coche automotor en la línea Bodensee-Toggenburg (Suiza)
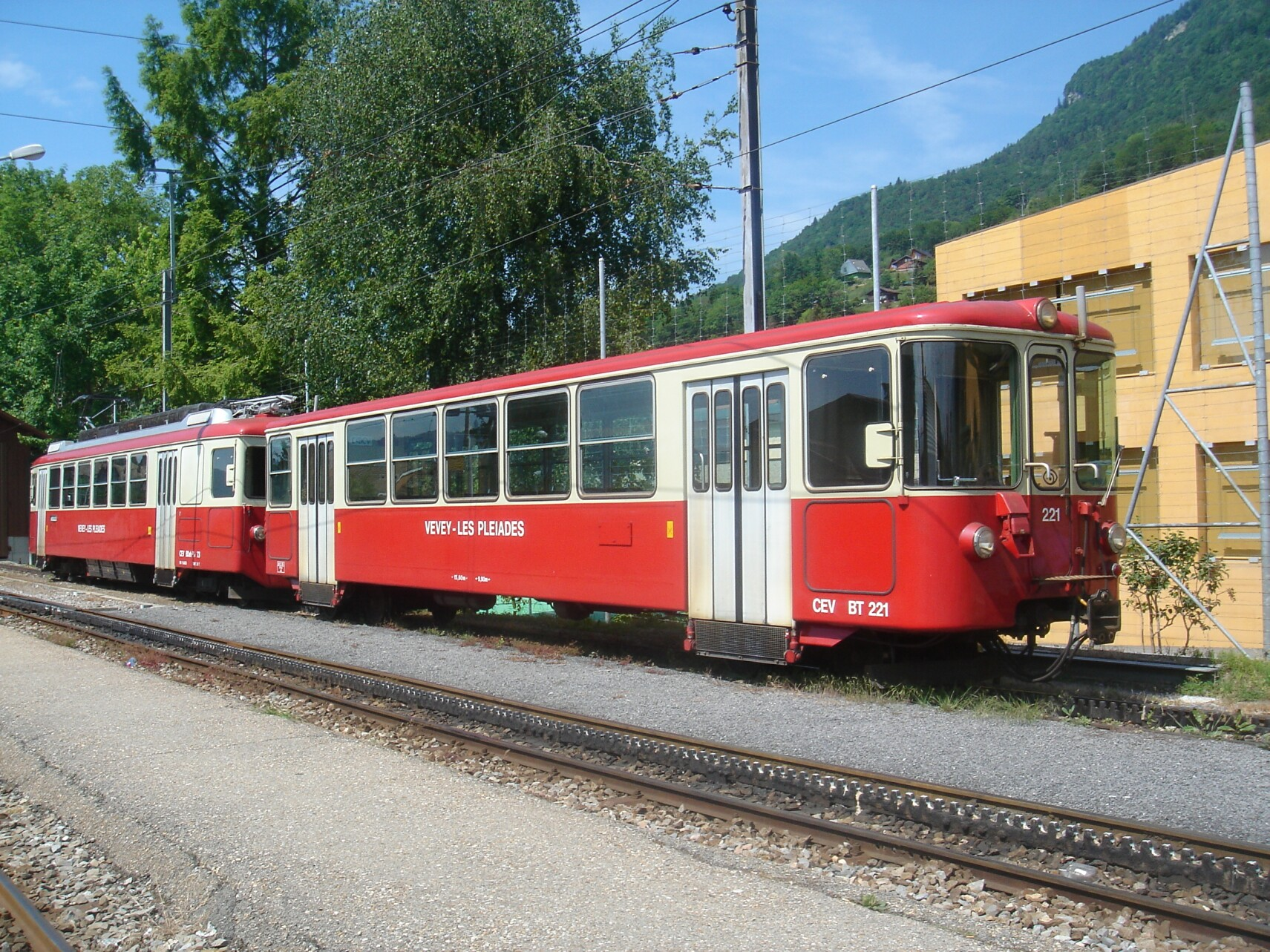
Coche automotor eléctrico del CEV (Suiza), con su cabina de conducción
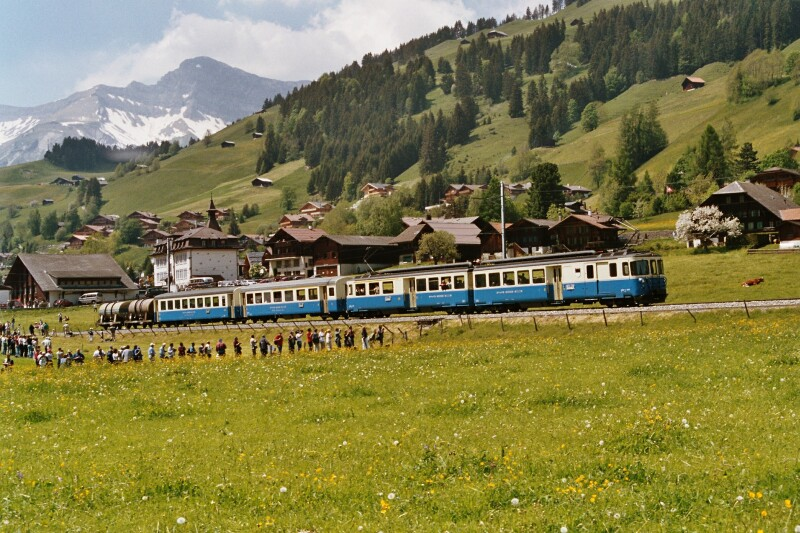
Coche bimotor eléctrico de vía métrica ABDe 8/8 4004 del MOB en Suiza, tirando de dos coches y de dos vagones de cemento
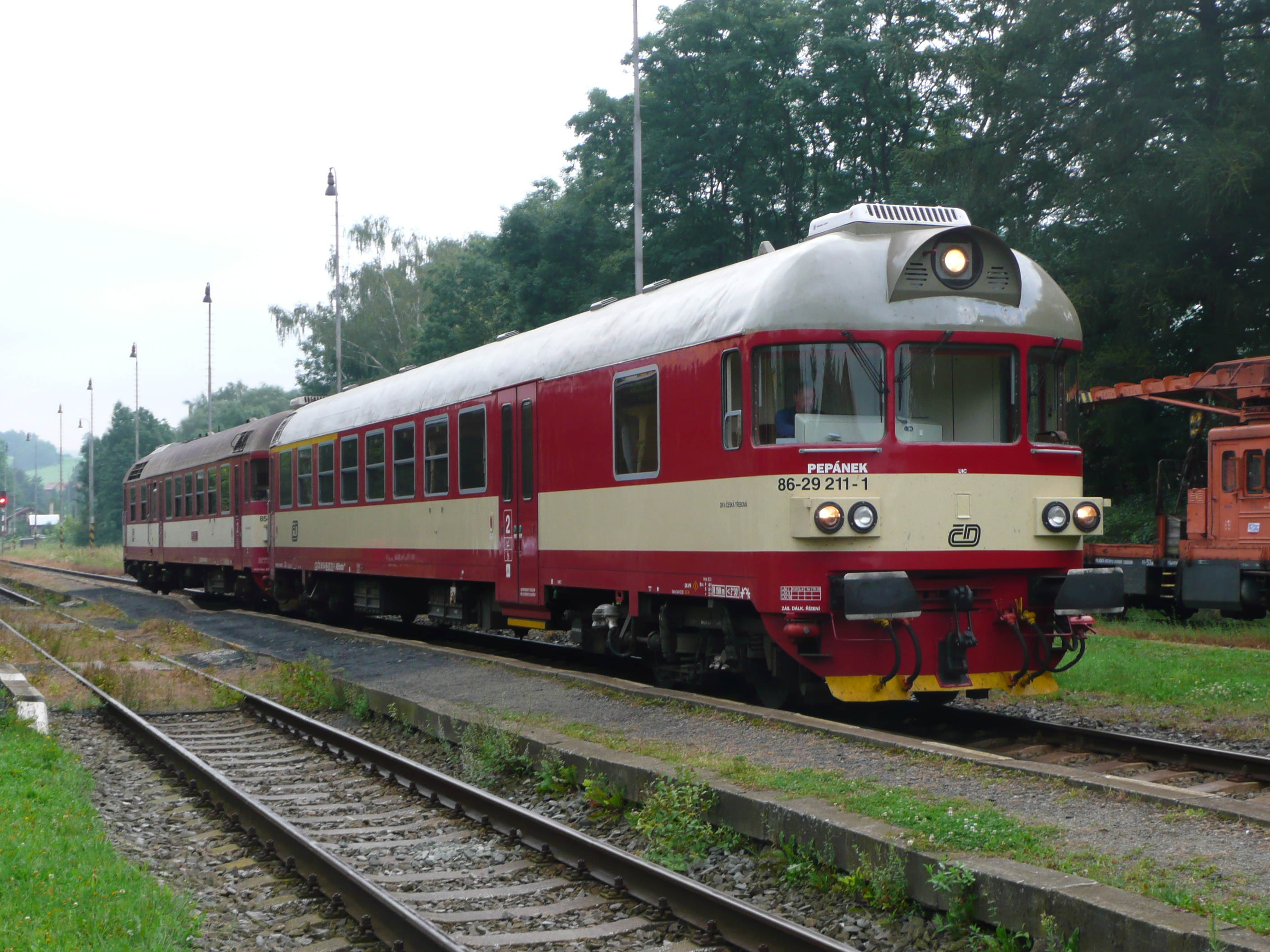
Un coche automotor diésel checo con un coche cabina al frente

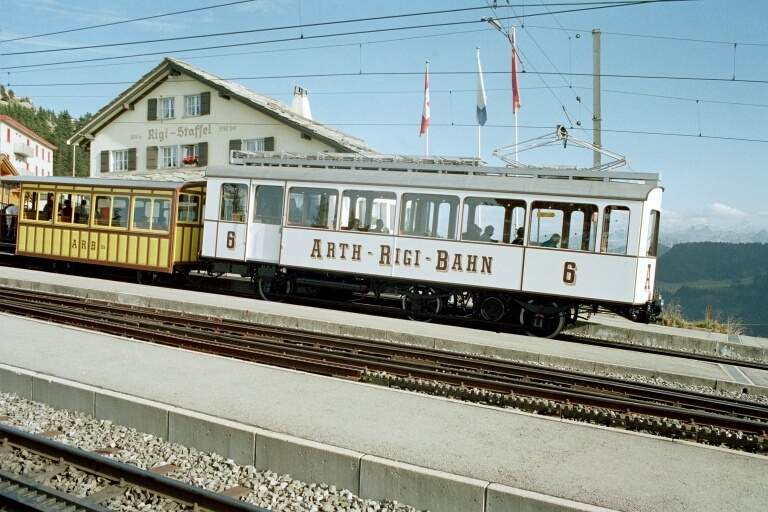
ARB BCFhe 2/3 6 en Suiza, tren cremallera operativo más antiguo del mundo, construido en 1911
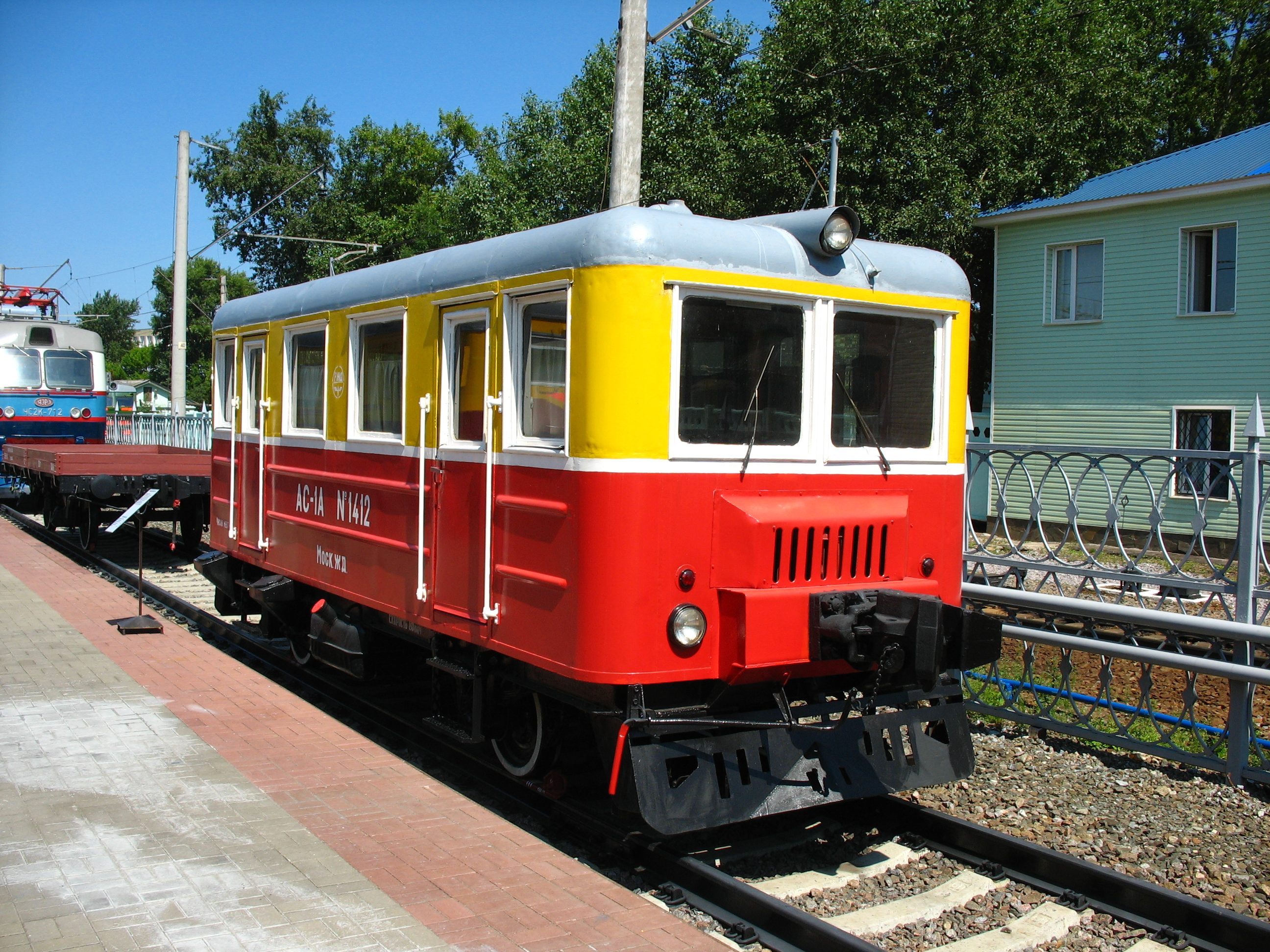
Coche automotor soviético AS1A en el Museo del Ferrocarril de Moscú
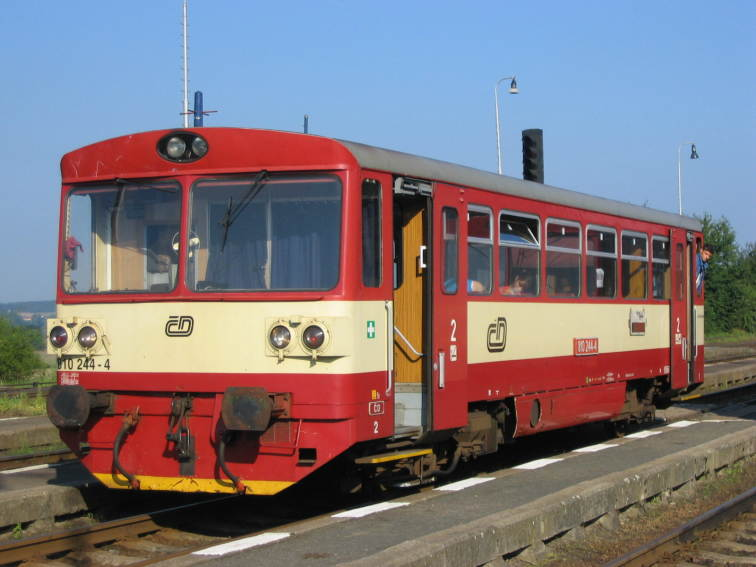
Ferrocarril checo (apodado Regiomouse)
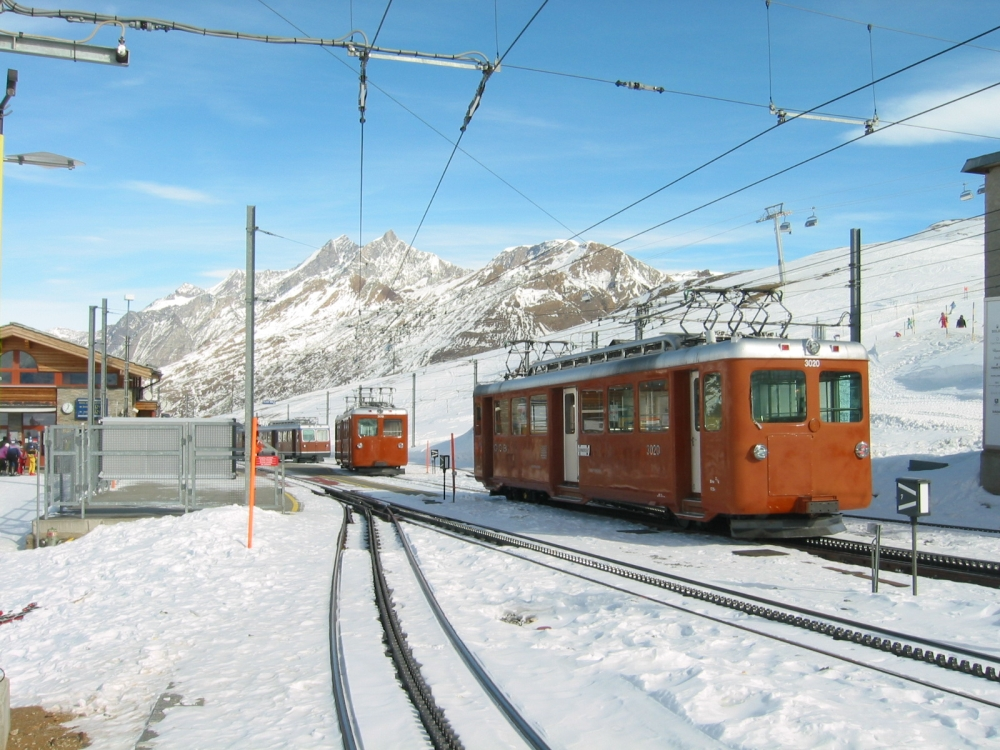
Tren cremallera de Gornergratbahn en Zermatt, Suiza

## Ejemplos de unidades múltiples no combinadas

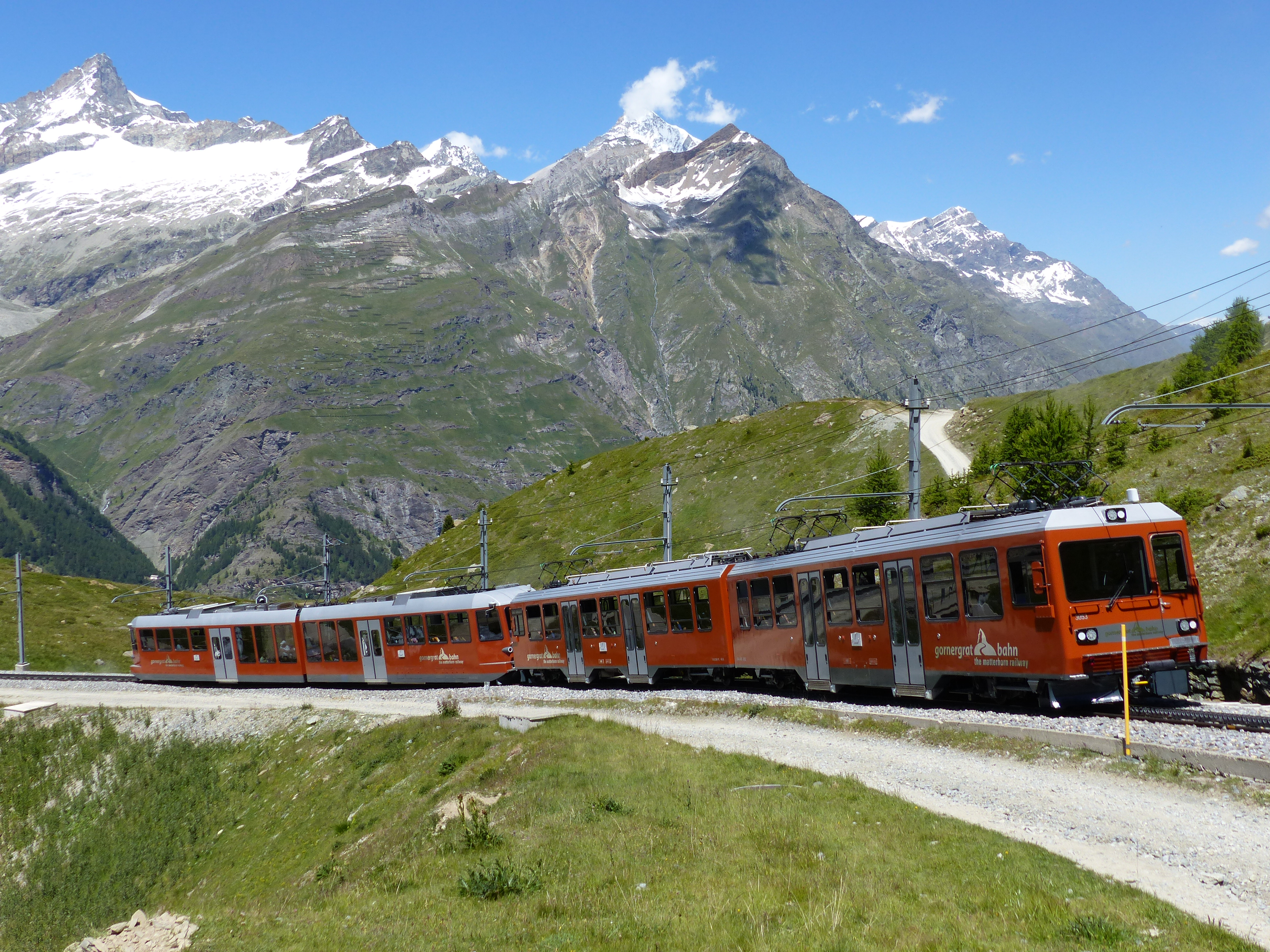
Unidades múltiples eléctricas del Gornergratbahn en Zermatt, Suiza
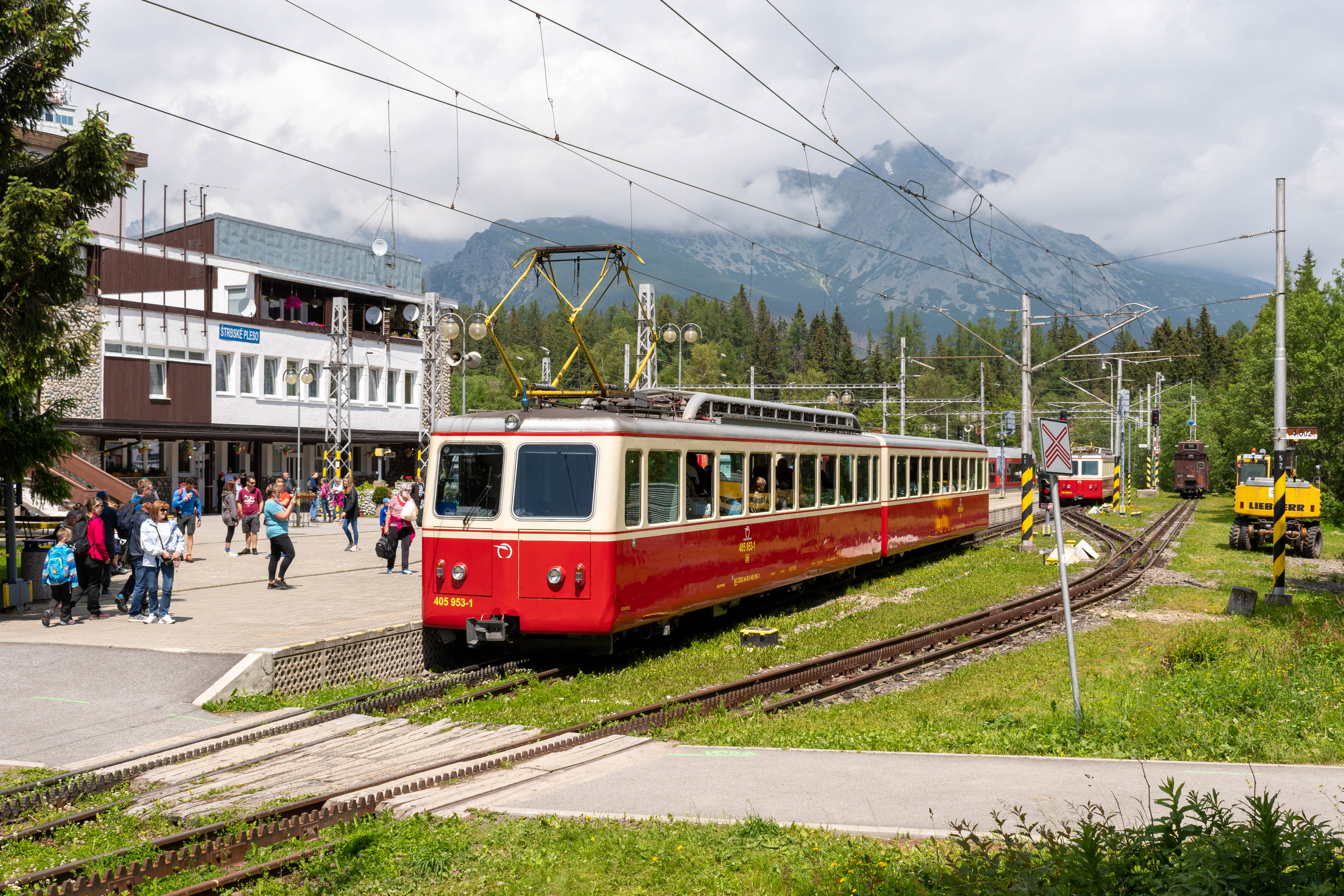
ZSSK Clase 405.95 en el tren cremallera de Štrba a Štrbské Pleso, Štrbské Pleso
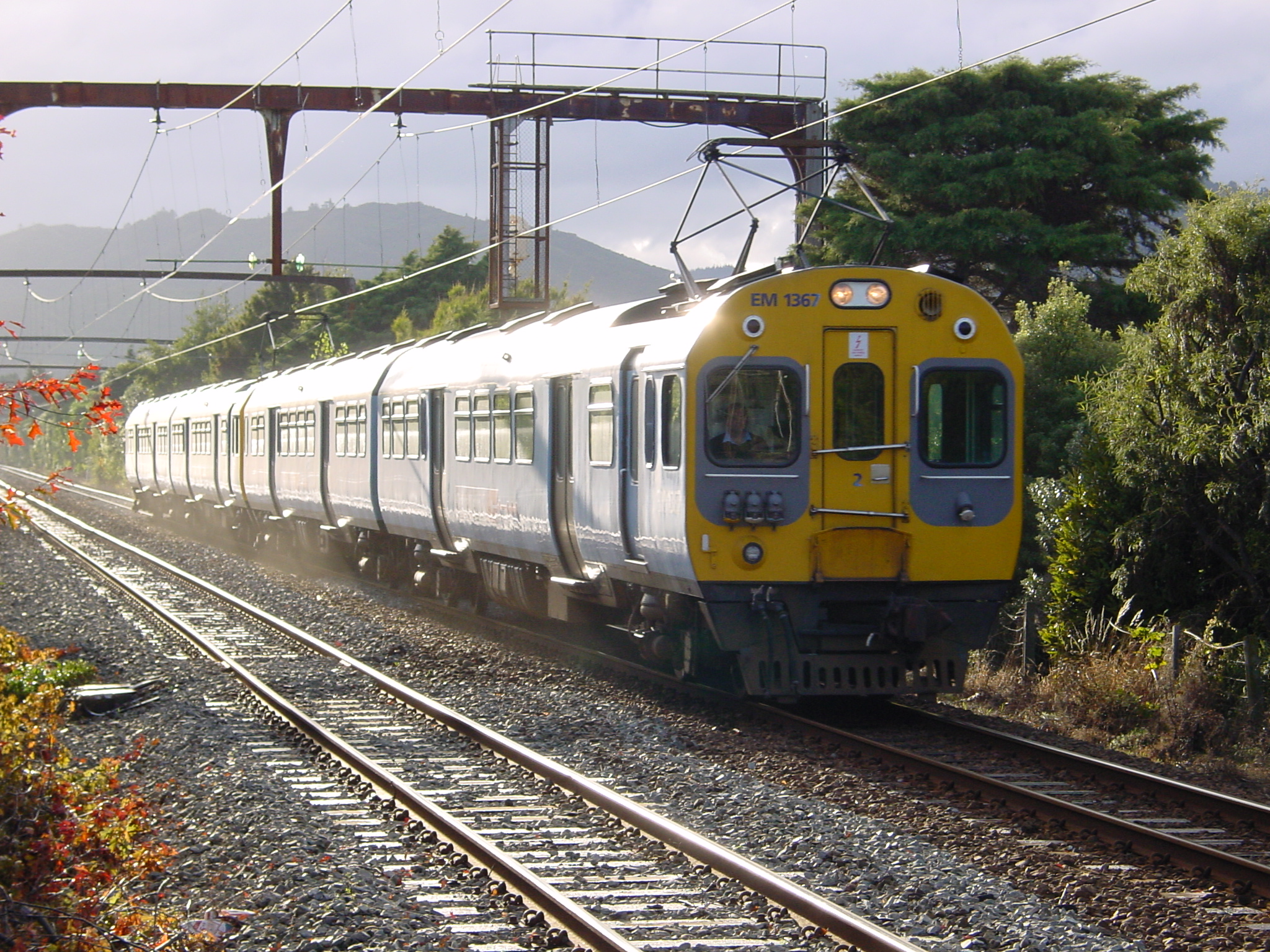
Dos EMU de clase EM en Nueva Zelanda
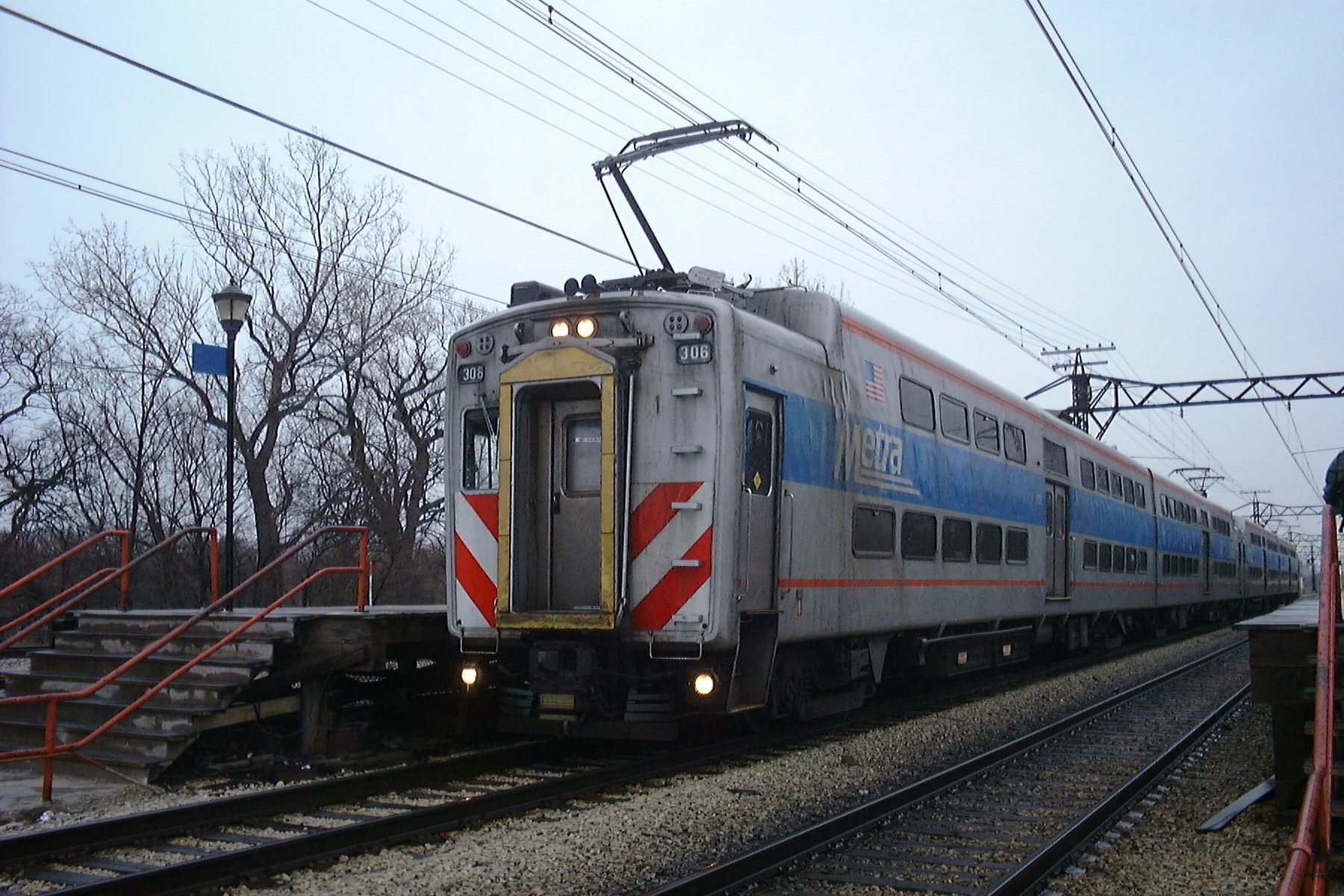
Unidades múltiples eléctricas Bilevel en Chicago
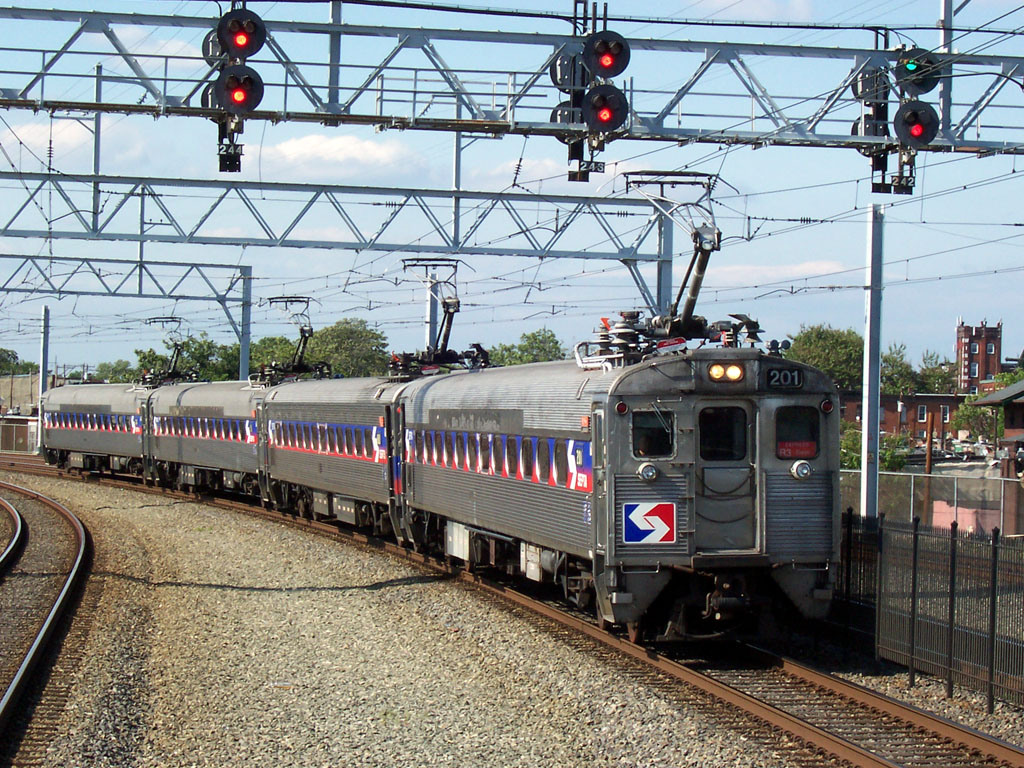
Un MU Silverliners de la Autoridad de Transporte del Sureste de Pensilvania (SEPTA)
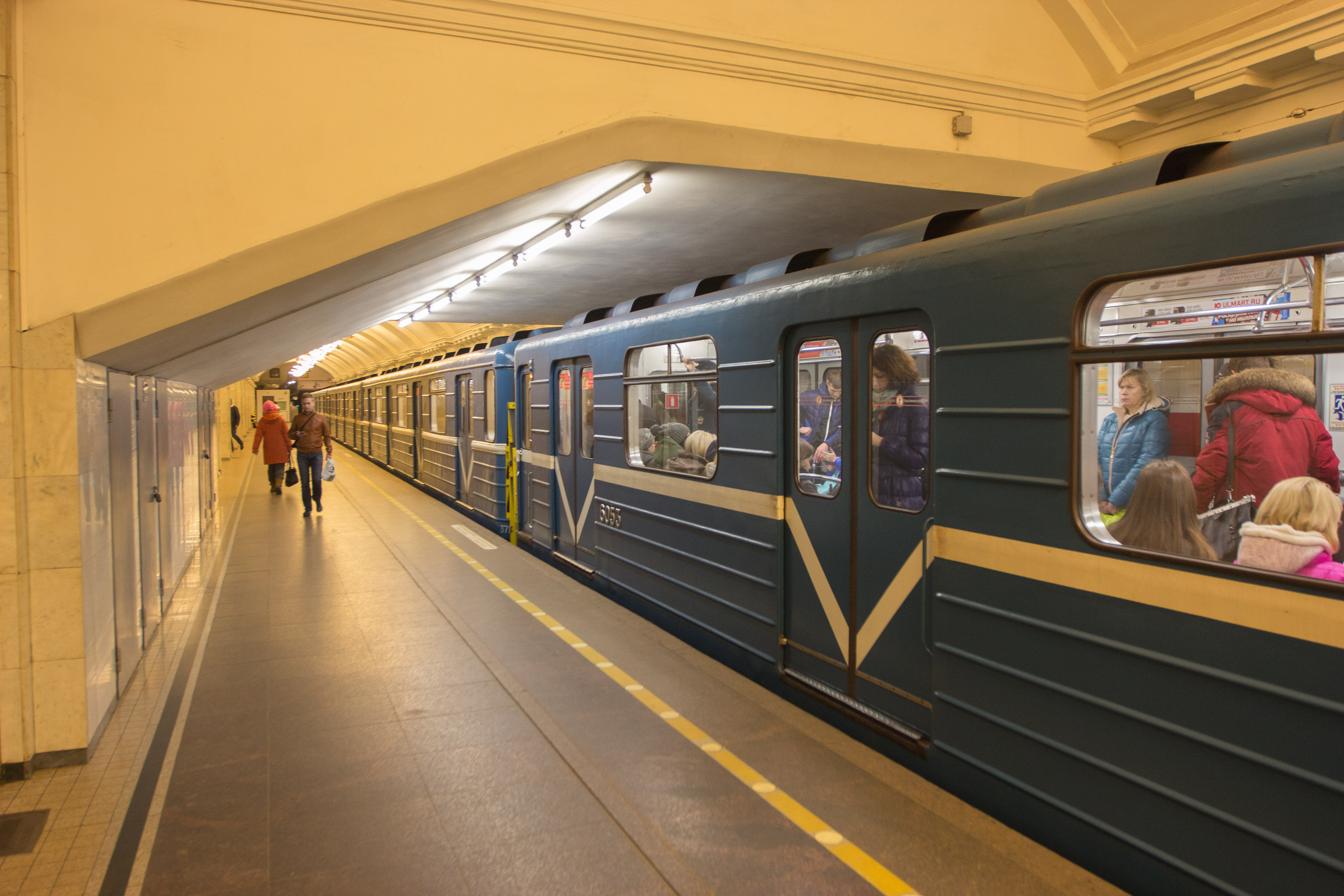
Metro de San Petersburgo